# Arocutín
Arocutín är en ort i Mexiko.   Den ligger i kommunen Erongarícuaro och delstaten Michoacán de Ocampo, i den södra delen av landet, 270 km väster om huvudstaden Mexico City. Arocutín ligger 2 091 meter över havet och antalet invånare är 606. Den ligger vid sjön Lago de Pátzcuaro.
Terrängen runt Arocutín är kuperad västerut, men österut är den platt. Runt Arocutín är det ganska tätbefolkat, med 108 invånare per kvadratkilometer. Närmaste större samhälle är Pátzcuaro, 10,2 km öster om Arocutín.